# Пшикона (гмина)
Пшикона (пол. Przykona) — сельская гмина (волость) в Польше, входит как административная единица в Турекский повет, Великопольское воеводство. Население — 4164 человека (на 2004 год).

## Соседние гмины
1. Гмина Брудзев
2. Гмина Добра
3. Гмина Турек
4. Гмина Унеюв